# Dolabella
Dolabella is een geslacht van weekdieren uit de klasse van de Gastropoda (slakken).

## Soorten
- Dolabella auricularia (Lightfoot, 1786)
- Dolabella californica Stearns, 1877
- Dolabella cheni Sun, 1960
- Dolabella guayaquilensis G. B. Sowerby II, 1868